# Нефёдов, Иван Андреевич
Иван Андреевич Нефёдов (1898, д. Ломенки Юхновского уезда Смоленской губ. — 1937, Москва) — советский хозяйственный, государственный и политический деятель.

## Биография
Родился в крестьянской семье. Получил начальное образование. Член РКП(б) с 1918 года.
С 1918 года — на хозяйственной, общественной и политической работе. В 1918—1937 гг. — военком отдельной бригады, на партийной, хозяйственной работе на Урале, ответственный секретарь Шадринского окружного комитета ВКП(б), Златоустовского окружного комитета ВКП(б), Нижне-Тагильского окружного комитета ВКП(б), Ивановского городского комитета ВКП(б), 1-й секретарь Ярославского городского комитета ВКП(б), 2-й секретарь Ярославского областного комитета ВКП(б).
Жил в Ярославле на Волжской наб., 21 (или 27), кв.11.
Арестован 9 июня 1937 года. Обвинен в организации антисоветской троцкистской террористической группы. Расстрелян 15 сентября 1937 года. Останки в 1 могиле общих прахов Нового Донского кладбища.
Реабилитирован в 1956 году.